# Omröstningskandalen vid olympiska vinterspelen 2002
Salt Lake City vann omröstningen gällande värdskapet av olympiska vinterspelen 2002. Emellertid anses fusk ha förekommit i omröstningen. Staden vann värdskapet i Budapest 1995, genom att via omröstning slå Östersund, Québec och Sion. Schweizaren Marc Hodler avslöjade dock i december 1998 att mutor hade förekommit i omröstningen, vartefter fyra ledamöter i IOK själva avgick eller uteslöts, följt av utterligare sex i mars 1999. Hur som helst fick staden behålla spelen då man ansåg att de hade uppträtt oetiskt men inte kriminellt.

## Förändringar för IOK
Efter skandalen skedde stora förändringar. IOK omorganiserades i grunden och proceduren för att söka spelen ändrades. Den största förändringen var att IOK-ledamöterna i fortsättningen inte fick besöka kandidatstäderna. I fortsättningen kommer de ansökande länderna få ett frågeformulär, vartefter IOK tar ut de städer som efter svaren anses ha förmåga att arrangera spelen. Därefter besöks varje kandidatstad av utvärderare, vilka skriver en rapport som ligger till grund för omröstningen.